# Omaha Symphony Orchestra
L'Omaha Symphony è un'orchestra professionale che esegue più di 200 concerti e rappresentazioni ogni anno a Omaha, nel Nebraska e in tutta la regione d'origine dell'orchestra. L'orchestra è stata fondata nel 1921. È considerata una grande orchestra americana, classificata come "Gruppo 2" tra la League of American Orchestras, che raggruppa le orchestre sinfoniche in base al budget annuale, con il Gruppo 1 il più grande e il Gruppo 8 il più piccolo. Il suo budget annuale nel 2012 è stato di circa $ 7 milioni. L'orchestra ha una dotazione di $ 30 milioni. La sede e la sala principale dell'orchestra è l'Holland Performing Arts Center da 2.005 posti, una struttura da 100 milioni di dollari progettata dalla Polshek Partnership che è stata inaugurata nell'ottobre del 2005. In una recensione il Dallas Morning News ha definito l'Holland "una delle sale sinfoniche migliori del paese".

## Storia
Il suo direttore musicale dal 2005 è Thomas Wilkins, che vive a Omaha. È anche direttore ospite principale dell'Orchestra Bowl di Hollywood, che è sotto gli auspici della Los Angeles Philharmonic Orchestra. Wilkins è anche il direttore della Germeshausen Family and Youth Concerts per la Boston Symphony Orchestra dal 2011; il Boston Globe lo ha nominato tra "le migliori persone e idee del 2011". Prima del suo incarico di Omaha Wilkins è stato direttore ospite dell'Orchestra Sinfonica di Detroit. Dalla stagione 1992/93 Ernest Richardson ha ricoperto il ruolo di direttore d'orchestra della Omaha Symphony. Prima di venire a Omaha Richardson era un violista con la Phoenix Symphony.
Nel 2002, sotto la direzione dell'allora direttore musicale Victor Yampolsky, l'orchestra eseguì la prima mondiale del Concerto per pianoforte n. 2 (Dopo Lewis e Clark) di Philip Glass. Si esibisce regolarmente con alcuni dei più apprezzati musicisti del mondo, tra cui Itzhak Perlman, Pinchas Zukerman, Joshua Bell e Renée Fleming, la cui esecuzione del 1990 di Maria Padilla con la Opera Omaha, per la quale l'Omaha Symphony è l'orchestra residente, è considerata un importante debutto e un trampolino di lancio per la sua famosa carriera.
L'Omaha Symphony presenta oltre 200 spettacoli dal vivo da settembre a giugno. La sua serie stagionale comprende: Masterworks, Symphony Pops, Movies, Symphony Rocks, Family, Symphony Joslyn e una serie di concerti speciali. L'orchestra visita la regione del Midwest ogni anno. L'orchestra raggiunge una stima di 300.000 spettatori all'anno. I suoi concerti sono trasmessi anche in radio a Omaha e in tutta la regione. L'organico completo comprende 92 musicisti.
L'Omaha Symphony esegue anche una serie di sei concerti per orchestra da camera al Joslyn Art Museum.
L'orchestra esegue anche decine di concerti per divulgazione e di insegnamento attraverso i suoi programmi Missione: immaginazione!, Concerti per la gioventù, Musica viva!. E programmi per esaltare la creatività, raggiungendo oltre 40.000 studenti e bambini in età prescolare, tra gli altri. Attraverso la sua partecipazione al programma Link Up della Carnegie Hall, la Omaha Symphony raggiunge altri 5.000 giovani dell'area. L'orchestra sinfonica nel 2010 ha vinto il Leonard Bernstein Award per la programmazione educativa, un onore nazionale conferito dall'American Society of Composers, Authors and Publishers. Il premio è assegnato a un'orchestra che si concentra sull'iniziazione di un nuovo pubblico a nuove opere.

## Nuove musiche
L'orchestra ha commissionato ed eseguito la prima mondiale del concerto per flauto Trail of Tears di Michael Daugherty, vincitore del Grammy Award. La flautista Amy Porter ha eseguito il lavoro con l'orchestra Omaha alla sua prima il 26 marzo 2010.
L'orchestra ha commissionato l'opera del 2005 di Joan Tower, Purple Rhapsody, che l'Omaha Symphony ha anche eseguito in prima mondiale a Columbus, nell'Ohio.
Nel 1978, l'orchestra eseguì la prima degli Stati Uniti del Concerto per pianoforte di Henry Cowell del 1928 sotto la direzione dell'allora direttore musicale Thomas Briccetti.
La sinfonia sponsorizza ogni anno l'Omaha Symphony New Music Symposium, un bando internazionale per nuove opere. Nel 2012 il compositore William Bolcom, vincitore del premio Pulitzer e del Grammy, giudicò le nuove opere e ha offerto corsi di perfezionamento per coloro che erano stati selezionati a partecipare. La Omaha Symphony Guild sponsorizza il simposio e paga tutte le spese di quelli scelti per partecipare. Il compositore vincitore del premio Pulitzer Joseph Schwantner ha anche fatto da mentore per i nuovi compositori di musica partecipanti. Il primo premio prevede uno stipendio da $ 3.000 e la registrazione di un'esecuzione con l'Omaha Symphony's Chamber Orchestra.
L'orchestra sinfonica ospita ogni anno anche l'Omaha Symphony Conductors Symposium, che presenta i giovani direttori d'orchestra di tutto il mondo ai maestri del mestiere.

## L'Associazione
L'Omaha Symphony Guild, composta da volontari della comunità e che esiste per sostenere l'orchestra sinfonica, ha la missione di "promuovere la crescita e lo sviluppo dell'Omaha Symphony Orchestra per il piacere e l'educazione dei residenti di Greater Omaha e degli Stati del Nebraska e Iowa." Con una storia che si estende dal 1956, l'Associazione ha avuto una mano nell'organizzare una sinfonia giovanile, eventi di sensibilizzazione della comunità e circoli di studio sulla musica, tra le altre attività in tutta la regione.

## Direttori musicali
The music directors of the Omaha Symphony:
1. Henry Cox (1921-1924)
2. Sandor Harmati (1925-1929)
3. Joseph Littau[18](1930-1932)[19]
4. Rudolph Ganz (1936-1941)
5. Richard Duncan (1940-1943, 1947-1952, 1954-1958)[19]
6. Emil Wishnow (1952-1954)[19]
7. Joseph Levine[20][21](1959-1969)[19]
8. Yuri Krasnapolsky (1970-1974)[19]
9. Thomas Briccetti[22](1975-1984)[19]
10. Bruce Hangen[23](1984-1995)[19]
11. Victor Yampolsky (1995-2004)[19]
12. Thomas Wilkins (2005–Presente)